# John Lambert
John Edward Lambert (Berkeley, California; 14 de enero de 1953) es un exjugador de baloncesto estadounidense que jugó siete temporadas en la NBA y una más en la liga italiana. Con 2,08 metros de altura, lo hacía en la posición de pívot.

## Trayectoria deportiva

### Universidad
Jugó durante cuatro temporadas con los Trojans de la Universidad del Sur de California, en las que promedió 10,0 puntos y 7,5 rebotes por partido. Es el décimo mejor reboteador de la historia de los Trojans.

### Profesional
Fue elegido en la decimoquinta posición del Draft de la NBA de 1975 por Cleveland Cavaliers, donde jugó como suplente durante 5 temporadas. La mejor la protagonizó en 1979-80, en la que promedió 5,4 puntos y 4,8 rebotes por partido. Nada más comenzar la temporada siguiente fue cortado por los Cavs, fichando como agente libre por Kansas City Kings. Allí asumió el papel de suplente de Sam Lacey hasta que mediada la temporada 1981-82 fue traspasado a San Antonio Spurs, donde acabó la misma, sin tener apenas protagonismo en el equipo.
Al año siguiente decidió continuar su carrera profesional en la liga italiana, fichando por el Carrera Venecia, donde jugó 14 partidos en los que promedió 15,8 puntos y 8,8 rebotes por partido, retirándose al finalizar la temporada.

## Estadísticas de su carrera en la NBA

### Temporada regular
| Temp.   | Edad | Equipo      | Liga | P   | TIT | MIN  | TC  | TCA | %TC  | 3P  | 3PA | %3P  | TL  | TLA | %TL  | R.OF. | R.DEF. | REB | ASIS | ROB | TAP | PER | FP  | PTS |
| 1975-76 | 23   | Cleveland   | NBA  | 54  |     | 6.2  | 0.9 | 2.0 | .445 |     |     |      | 0.5 | 0.7 | .676 | 0.7   | 1.2    | 1.9 | 0.3  | 0.1 | 0.2 |     | 1.0 | 2.3 |
| 1976-77 | 24   | Cleveland   | NBA  | 63  |     | 8.8  | 1.1 | 2.5 | .427 |     |     |      | 0.4 | 0.6 | .694 | 1.0   | 1.5    | 2.4 | 0.5  | 0.3 | 0.3 |     | 1.2 | 2.5 |
| 1977-78 | 25   | Cleveland   | NBA  | 76  |     | 14.1 | 1.9 | 4.4 | .423 |     |     |      | 0.4 | 0.6 | .563 | 1.6   | 2.6    | 4.3 | 0.5  | 0.4 | 0.7 | 0.8 | 2.2 | 4.1 |
| 1978-79 | 26   | Cleveland   | NBA  | 70  |     | 14.7 | 2.1 | 4.7 | .450 |     |     |      | 0.5 | 0.8 | .636 | 1.7   | 2.5    | 4.1 | 0.6  | 0.4 | 0.4 | 0.9 | 2.3 | 4.7 |
| 1979-80 | 27   | Cleveland   | NBA  | 74  |     | 17.9 | 2.2 | 5.4 | .413 | 0.0 | 0.0 | .000 | 1.0 | 1.4 | .723 | 1.9   | 2.9    | 4.8 | 0.8  | 0.6 | 0.6 | 0.9 | 2.7 | 5.4 |
| 1980-81 | 28   | TOTAL       | NBA  | 46  |     | 10.5 | 1.5 | 3.6 | .412 | 0.0 | 0.0 | .000 | 0.4 | 0.5 | .783 | 0.6   | 1.4    | 2.0 | 0.6  | 0.3 | 0.1 | 0.4 | 1.7 | 3.3 |
| 1980-81 | 28   | Cleveland   | NBA  | 3   |     | 2.7  | 1.0 | 1.7 | .600 | 0.0 | 0.0 |      | 0.0 | 0.0 |      | 0.3   | 0.7    | 1.0 | 1.0  | 0.0 | 0.0 | 0.7 | 0.7 | 2.0 |
| 1980-81 | 28   | Kansas City | NBA  | 43  |     | 11.0 | 1.5 | 3.7 | .406 | 0.0 | 0.0 | .000 | 0.4 | 0.5 | .783 | 0.6   | 1.5    | 2.1 | 0.6  | 0.3 | 0.1 | 0.4 | 1.7 | 3.4 |
| 1981-82 | 29   | TOTAL       | NBA  | 63  | 7   | 12.1 | 1.4 | 3.1 | .437 | 0.0 | 0.1 | .143 | 0.5 | 0.7 | .810 | 0.9   | 2.0    | 2.8 | 0.6  | 0.3 | 0.3 | 0.8 | 2.0 | 3.3 |
| 1981-82 | 29   | Kansas City | NBA  | 42  | 1   | 11.7 | 1.4 | 3.3 | .432 | 0.0 | 0.1 | .167 | 0.5 | 0.7 | .750 | 0.9   | 2.2    | 3.0 | 0.6  | 0.3 | 0.2 | 0.9 | 1.9 | 3.4 |
| 1981-82 | 29   | San Antonio | NBA  | 21  | 6   | 12.9 | 1.2 | 2.8 | .448 | 0.0 | 0.0 | .000 | 0.6 | 0.7 | .929 | 0.9   | 1.5    | 2.4 | 0.6  | 0.3 | 0.3 | 0.5 | 2.0 | 3.1 |
| Total   |      |             | NBA  | 446 | 7   | 12.5 | 1.6 | 3.8 | .428 | 0.0 | 0.1 | .083 | 0.5 | 0.8 | .693 | 1.3   | 2.1    | 3.3 | 0.6  | 0.3 | 0.4 | 0.8 | 1.9 | 3.8 |

### Playoffs
| Temp.   | Edad | Equipo      | Liga | P  | MIN | TCA | TC | 3PA | 3P | TLA | TL | R.OF. | REB | ASIS | ROB | TAP | PER | FP | PTS | %TC  | %3P  | %FT   | MIN  | PTS | REB | AST |
| 1975-76 | 23   | Cleveland   | NBA  | 6  | 34  | 5   | 13 |     |    | 2   | 2  | 2     | 11  | 1    | 1   | 2   |     | 7  | 12  | .385 |      | 1.000 | 5.7  | 2.0 | 1.8 | 0.2 |
| 1976-77 | 24   | Cleveland   | NBA  | 3  | 19  | 2   | 4  |     |    | 0   | 0  | 2     | 3   | 0    | 2   | 0   |     | 4  | 4   | .500 |      |       | 6.3  | 1.3 | 1.0 | 0.0 |
| 1977-78 | 25   | Cleveland   | NBA  | 2  | 19  | 1   | 3  |     |    | 1   | 2  | 2     | 8   | 0    | 0   | 0   | 0   | 3  | 3   | .333 |      | .500  | 9.5  | 1.5 | 4.0 | 0.0 |
| 1980-81 | 28   | Kansas City | NBA  | 15 | 175 | 22  | 54 | 0   | 3  | 5   | 6  | 19    | 37  | 9    | 5   | 4   | 6   | 21 | 49  | .407 | .000 | .833  | 11.7 | 3.3 | 2.5 | 0.6 |
| 1981-82 | 29   | San Antonio | NBA  | 2  | 3   | 0   | 1  | 0   | 1  | 0   | 0  | 0     | 1   | 1    | 0   | 0   | 0   | 0  | 0   | .000 | .000 |       | 1.5  | 0.0 | 0.5 | 0.5 |
| Total   |      |             | NBA  | 28 | 250 | 30  | 75 | 0   | 4  | 8   | 10 | 25    | 60  | 11   | 8   | 6   | 6   | 35 | 68  | .400 | .000 | .800  | 8.9  | 2.4 | 2.1 | 0.4 |